# Paul Wichmann (Mediziner)
Paul Wichmann (* 30. Juni 1872 in Wiesbaden; † 20. August 1960) war ein deutscher Dermatologe und Hochschullehrer an der Universität Hamburg.

## Leben
Wichmann war der Sohn des Juristen, preußischen Regierungsbeamten und jüngsten Abgeordneten der Frankfurter Nationalversammlung 1848, Wilhelm Wichmann (1820–1888). Nach dem Abitur in Bonn studierte er in Berlin Medizin. Er wurde Assistent unter Oskar Lassar. Unter seinen Patienten waren viele Prominente bis in höchste Kreise, z. B. aus dem russischen Zarenhaus. 1912 baute der in Hamburg als Hautarzt niedergelassene Paul Wichmann aus Spendenmitteln, Zuschüssen der Landesversicherungsanstalt und Einnahmen seitens der Krankenkassen ein Lupusheim neben dem Eppendorfer Krankenhaus. Hier wurden  von ihm im Lauf der Zeit 3000 Patienten behandelt. 1919 wurde die Hamburger Dermatologische Gesellschaft gegründet. Der später erweiterte Bau ging am 31. Juli 1923 kostenlos in den Besitz des Krankenhauses über. Wichmann übernahm die Stelle des leitenden Oberarztes, 1924 erhielt er die Amtsbezeichnung eines a.o. Professors. Sein Hauptinteresse galt der Hauttuberkulose, die er mit Lichtbehandlung nach dem dänischen Nobelpreisträger Niels Ryberg Finsen und bereits früh mit radioaktiver Bestrahlung (Radium) bekämpfte. Im Nebenamt war er Vertrauensarzt der AOK und Seeberufsgenossenschaft. Wegen des Nebenamtes wurde ihm am 26. Juli 1933 aus politischen Gründen gekündigt. Trotzdem findet sich sein Name unter dem Bekenntnis der deutschen Professoren zu Adolf Hitler.

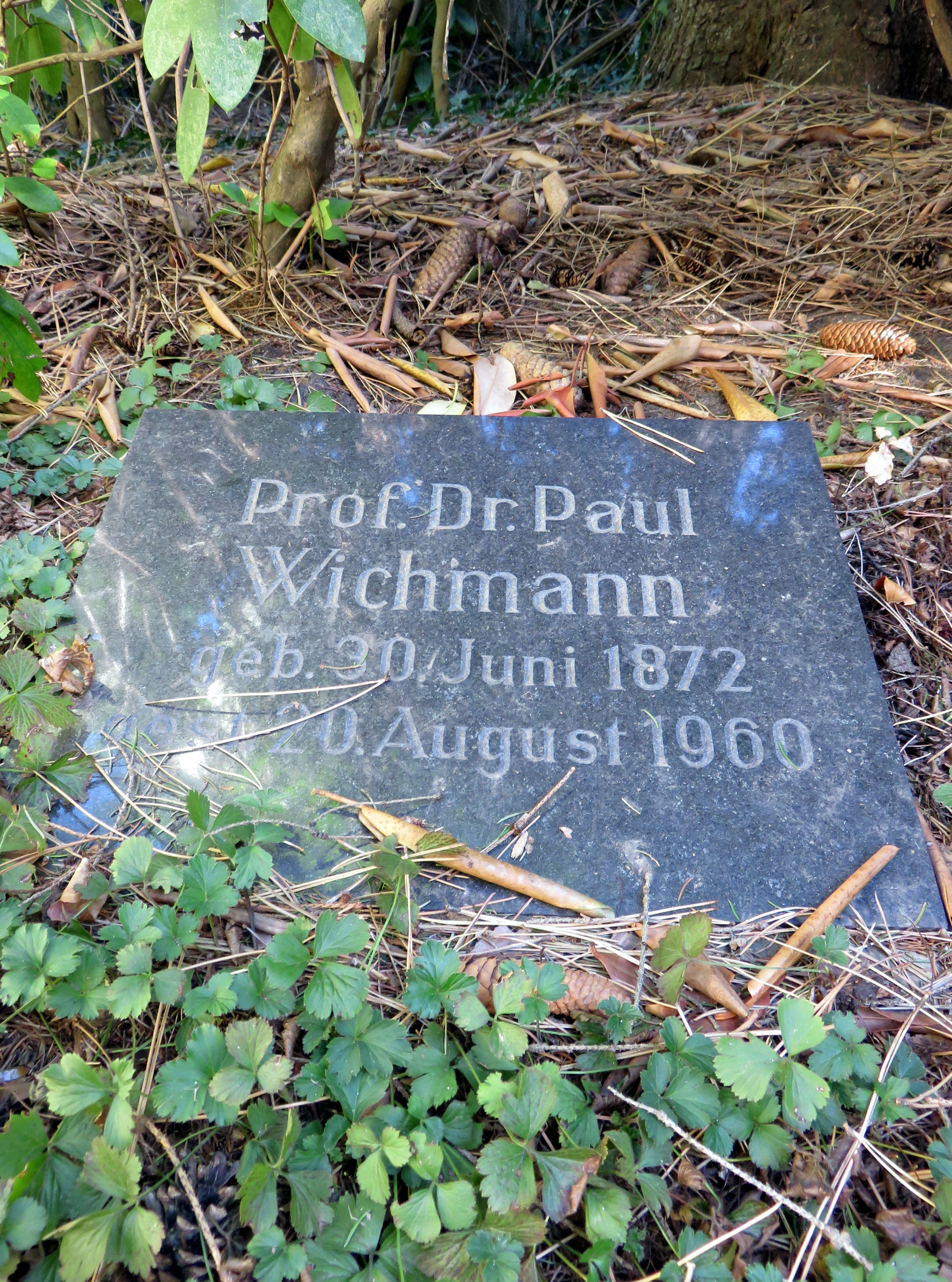
Kissenstein für Paul Wichmann auf dem Friedhof Ohlsdorf

Als großer Musikfreund war Wichmann als diensthabender Theaterarzt in der Hamburgischen Staatsoper tätig, als er nach der Vorstellung am Abend des 14. Mai 1912 auf dem Gänsemarkt auf einen älteren Herren aufmerksam wurde, dem es augenscheinlich nicht gut ging. Nach einer kurzen Notversorgung versuchte der offensichtlich ausländische Mann seinen Weg fortsetzen, brach aber zusammen. Er identifizierte sich als "Graf Kronsborg" und gab an, im Hotel Hamburger Hof zu wohnen. Wichmann rief eine Droschke und veranlasste den Transport in das Hafenkrankenhaus, das für solche Notfälle zuständig war. Dort konnte der zuständige Arzt nur noch den Tod des Dänen feststellen. Später stellte sich heraus, dass es sich um den dänischen König Frederik VIII. gehandelt hatte, der unter Pseudonym im Hotel am Jungfernstieg abgestiegen war und durch einen abendlichen Bordellbesuch nahe dem Stadttheater physisch überfordert gewesen war.
Wichmann praktizierte nur noch als niedergelassener Arzt bis 1945. Nach dem Krieg gehörte er zu den Wiederbegründern der Hamburger Dermatologischen Gesellschaft. Wichmann galt in der Hamburger Gesellschaft als Original mit einem starken Erzähltalent und war ein großer Musikfreund.
Auf dem Ohlsdorfer Friedhof in Hamburg befindet sich im Planquadrat W 24 östlich von Kapelle 2 die Grabstätte Schneider-Sievers/Wichmann mit Kissenstein für Paul Wichmann.

## Schriften
- (Hrsg.): Die physikalischen Heilmethoden im Dienste der Krankenversicherung, Leipzig 1930